# Grupo Agbar
El grupo Agbar es una compañía referente en el sector de la gestión integral del ciclo del agua y del medio ambiente. Tiene su origen en Aguas de Barcelona y desde 2022 forma parte del grupo Veolia.
En la actualidad, Agbar cuenta con más de 150 años de experiencia y más de 15.000 empleados en plantilla, apostando por la transformación digital en la gestión del agua y el medio ambiente. Con más de 900 instalaciones industriales y 37 millones de personas abastecidas en España y Latinoamérica, Agbar es uno de los principales referentes del sector.

## Historia
La historia del grupo se remonta a 1867, cuando se fundó en Lieja la «Compagnie des Eaux de Barcelone» para abastecer de agua a poblaciones próximas a Barcelona, hoy barrios de la ciudad, a través del acueducto de Dos Rius. La compañía fue adquirida por inversores franceses y posteriormente catalanes. Estos últimos cambiaron la denominación de la compañía a «Sociedad General de Aguas de Barcelona» en 1919. 
El Grupo Agbar se constituyó en 1975, cubriendo sectores económicos tan diversos como el abastecimiento de agua potable, el saneamiento o la construcción. Posteriormente se expandieron sus actividades a los campos de asistencia sanitaria, inspección técnica de vehículos y recaudación de tributos.
En 2008, Agbar deja de cotizar en el mercado bursátil español y en el IBEX 35, tras la OPA conjunta del grupo francés Suez (que ostenta el 56%) y Criteria Caixa, el grupo de inversiones de CaixaBank y anterior accionista mayoritario (el restante 44%). En 2010, Agbar se convierte en filial de Hisusa (Holding de Infraestructuras y Servicios Urbanos, S.A), pasando Suez Environnement a ser titular del 75,74% de ese holding, mientras que Criteria Caixa ostenta el 24,26%. En esta operación, Agbar se desprendió de sus acciones en Adeslas. En 2014, Suez Environnement (redenominada en 2015 Suez), adquirió el 100% de Agbar, tras firmar un acuerdo con Criteria Caixa para la venta de su 24,26%, a cambio de una participación del 4,1% en el capital del grupo francés. Agbar pasó a ser una de las filiales de Suez España, en la gestión integral del ciclo del agua.
Finalmente, a principios de 2022, el grupo Veolia, con actividad en los servicios de gestión del agua, gestión de residuos y servicios energéticos, realiza una OPA sobre Suez, pasando a controlar el 86,22% de su accionariado, un porcentaje que se vería incrementado hasta el 95,95%, tras cerrarse su oferta complementaria para hacerse con las acciones que no habían acudido a su OPA inicial.

## Filiales
Agbar ostenta el 70% de Aguas de Barcelona, empresa público-privada que integra todos los servicios del ciclo integral del agua en el área metropolitana de Barcelona.
El resto de filiales por comunidades autónomas son:
| - Andalucía - Hidralia - Aragón - Aquara - Asturias - Asturagua - Baleares - Hidrobal - Canarias - Canaragua - Cantabria - Aquarbe - Castilla y León - Aquona (antigua Aquagest) - Castilla-La Mancha - Aquona | - Cataluña - Aguas de Barcelona, Sorea - Extremadura - Aquanex - Galicia - Viaqua - Región de Murcia - Hidrogea - Navarra - Aquarbe - País Vasco - Aquarbe - La Rioja - Aquarbe - Valencia - Hidraqua - Aguas de Paterna - Aguas de Cullera - Aguas de l'Horta |